# Platycnemis hova
Platycnemis hova là loài chuồn chuồn trong họ Platycnemididae. Loài này được Martin mô tả khoa học đầu tiên năm 1908.